# Биотово дишане
Дишането на Биот или Биотово дишане е патологичен тип дишане, което се изразява с внезапно спиране на дихателните движения за кратко време, след което изведнъж се подновяват с нормалната си сила. Това разстройство на дишането се наблюдава при тежки поражения на главния мозък, отравяния, агония, шок, при болни в безсъзнание и други тежки състояния на организма, свързани с хипоксия. Има лоша прогноза, биотовото дишане обикновено е предвестник на наближаваща смърт. Появата му се обяснява с тежки смущения в кръвооросяването на дихателния център.
За първи път е описано от Камий Био на френски: Camille Biot (1850 г. - 1918 г.) - френски лекар, при наблюдение на тежки форми на менингит през 1876 година.